# Circondario autonomo degli Chanty-Mansi-Jugra
Chanty-Mansi - Jugra (in russo Ха́нты-Манси́йский автоно́мный о́круг — Югра́?, Chánty-Mansíjskij avtonómnyj ókrug — Jugrá; in ostiaco Хӑнты-Мансийской автономной округ — Югра, Xănty-Mansijskoj awtonomnoj okrug - Jugra; in vogulo Ханты-Мансийский автономный округ — Югра, Xantə-Mansijskij awtonomnəj okrug - Jugra), detto anche Chantia-Mansia o Jugra, è un circondario autonomo della Russia facente parte dell'oblast' di Tjumen'.
La popolazione della Chantia-Mansia è prevalentemente russa anche se vi sono alcune popolazioni native come gli Chanty (o Ostiachi) e i Mansi (o Voguli), che parlano lingue ugrofinniche, che insieme al russo, costituiscono le lingue ufficiali del circondario autonomo.

## Storia
Il circondario degli Chanty-Mansi fu costituito ufficialmente il 3 dicembre del 1939 con il nome di circondario autonomo degli Ostiachi e Voguli (in russo Остяко-Вогульский автономный округ?, Ostjako-Vogul'skij avtonomnyj okrug).

## Geografia fisica
Il circondario autonomo degli Chanty-Mansi-Jugra si estende per poco più di mezzo milione di chilometri quadrati nella Siberia Occidentale. Il territorio digrada (da ovest) dalle propaggini orientali della catena dei monti Urali al vasto bassopiano della Siberia occidentale, del quale occupa la parte centrale. Si tratta di un territorio pressoché completamente pianeggiante, abraso per millenni dall'azione dei ghiacciai che hanno a più riprese occupato la zona.
I principali fiumi che attraversano il circondario sono l'Ob' (principale fiume della Siberia occidentale) e il suo principale affluente, l'Irtyš, che porta invece le acque di una vasta sezione della Siberia meridionale e dell'Asia centrale. Fra i loro affluenti, i maggiori che interessano il territorio del circondario sono il Vach, il Tromʺëgan, il Ljamin, dalla destra; il Bol'šoj Jugan e il Bol'šoj Salym dalla sinistra. Tutti i fiumi, considerate le caratteristiche climatiche e la piattezza geomorfologica, hanno abbondanti portate d'acqua ad inizio estate (subito dopo il disgelo) e correnti molto lente, con frequentissimi impaludamenti.
Il clima di tutta la regione è temperato freddo, continentale, con inverni molto freddi e prolungati e brevi estate umide e moderatamente calde. Le temperature medie mensili oscillano tra i −18 e i −23 °C in gennaio, tra i 16 e i 20 °C in luglio; nel capoluogo Chanty-Mansijsk le temperature medie vanno dai −20 °C di gennaio ai 18 °C di luglio. Le precipitazioni atmosferiche sono piuttosto scarse quantitativamente, e sono maggiormente presenti in estate (umida e nuvolosa) che durante l'inverno, piuttosto secco. La forma vegetazionale diffusa nel territorio è la taiga, la foresta boreale, costituita da pini, abeti rossi, betulle e larici siberiani e caratterizzata da suoli podzolici, freddi, acidi e poco produttivi.

## Geografia antropica

### Suddivisioni amministrative
Il Circondario autonomo degli Chanty-Mansi-Jugra si divide in:
- 9 rajon (distretti);
- 14 città sotto la giurisdizione del Circondario.

#### Rajon
Il Circondario autonomo degli Chanty-Mansi-Jugra comprende 9 rajon (fra parentesi il capoluogo; sono indicati con un asterisco i capoluoghi non direttamente dipendenti dal rajon ma posti sotto la giurisdizione del Circondario):
- Belojarskij (Belojarskij*)
- Berëzovskij (Berëzovo)
- Chanty-Mansijskij (Chanty-Mansijsk*)
- Kondinskij (Meždurečenskij)
- Neftejuganskij (Neftejugansk*)
- Nižnevartovskij (Nižnevartovsk*)
- Oktjabr'skij (Oktjabr'skoe)
- Sovetskij (Sovetskij)
- Surgutskij (Surgut*)

#### Città
I centri abitati del Circondario che hanno lo status di città (gorod) sono 16, 14 delle quali (evidenziate in grassetto) poste sotto la diretta giurisdizione della oblast' e che costituiscono pertanto una divisione amministrativa di secondo livello):
- Belojarskij
- Chanty-Mansijsk
- Jugorsk
- Kogalym
- Langepas
- Ljantor

- Megion
- Neftejugansk
- Nižnevartovsk
- Njagan'
- Pokači
- Pyt'-Jach

- Radužnyj
- Sovetskij
- Surgut
- Uraj

#### Insediamenti di tipo urbano
I centri urbani con status di insediamento di tipo urbano sono 24:
- Agiriš
- Andra
- Barsovo
- Belyj Jar
- Berëzovo
- Fëdorovskij
- Igrim
- Izlučinsk

- Kommunističeskij
- Kondinskoe
- Kuminskij
- Lugovoj
- Malinovskij
- Meždurečenskij
- Mortka
- Novoagansk

- Oktjabr'skoe
- Pionerskij
- Pojkovskij
- Priob'e
- Taëžnyj
- Talinka
- Vysokij
- Zelenoborsk

## Economia
La principale risorsa del circondario è rappresentata dall'estrazione del petrolio.

## Società

### Evoluzione demografica
Popolazione: 1 759 386 (2024) in maggioranza russi, con un cospicuo numero di popolazioni native come gli Chanty e i Mansi.